# 키아라 카셀리
키아라 카셀리(Chiara Caselli, 1967년 12월 22일 ~ )는 이탈리아의 배우, 영화감독이다.

## 출연 작품
- 애스터로이드 (2017)
- 몰리 블룸 (2016)
- 컴 일 벤토 (2013)
- 온 더 쇼어 (2011)
- 내 아이들의 아버지 (2009)
- 미스터 노바디 (2009)
- 더 패스트 이즈 어 포린 랜드 (2008)
- 버드와처스 (2008)
- 리플리스 게임 (2002)
- 라 노떼 룬가 (2001)
- 슬립리스 (2001)
- 메시아를 기다리며 (2000)
- 잉카 (1998)
- 구름 저편에 (1995)
- 애증 (1993)
- 어디있나요? 저는 여기 있어요 (1993)
- 피오릴레 (1993)
- 익스페셜리 온 선데이 (1991)
- 아이다호 (1991)